# Elbeuf-en-Bray
Elbeuf-en-Bray ist eine französische Gemeinde mit 393 Einwohnern (Stand: 1. Januar 2022) im Département Seine-Maritime in der Region Normandie. Sie gehört zum Arrondissement Dieppe und zum Kanton Gournay-en-Bray und ist Teil des Kommunalverbands Quatres Rivières.

## Geographie
Elbeuf-en-Bray ist ein Bauerndorf im Naturraum Pays de Bray. Es liegt 66 Kilometer südöstlich von Dieppe.

### Nachbargemeinden
| Brémontier-Merval | Dampierre-en-Bray | Cuy-Saint-Fiacre |
| Brémontier-Merval | Kompass           | Gournay-en-Bray  |
| Beauvoir-en-Lyons | Beauvoir-en-Lyons | Avesnes-en-Bray  |

## Geschichte
1831 wurde zwischen Brémontier-Merval und Elbeuf-en-Bray ein Feuerstein aus der Zeit der Gallier gefunden. Elbeuf-en-Bray war zur Zeit des Gallischen Kriegs unter dem römischen Feldherrn Gaius Iulius Caesar besiedelt, wie auch die Orte Algés, Avesnes-en-Bray, Dampierre-en-Bray, Ferrières, Gournay-en-Bray, Neuf-Marché und Saint-Clair-sur-Epte.

### Bevölkerungsentwicklung
Die Bevölkerungszahlen sind durch Volkszählungen seit 1793 bekannt. Die Einwohnerzahlen bis 2005 werden auf der Website der École des Hautes Études en Sciences Sociales veröffentlicht.
| Jahr | Bevölkerungsanzahl |
| ---- | ------------------ |
| 1962 | 313                |
| 1968 | 277                |
| 1975 | 240                |
| 1982 | 259                |
| 1990 | 314                |
| 1999 | 359                |
| 2006 | 397                |
| 2015 | 422                |

## Sehenswürdigkeiten
- Steinkreuz aus dem 17. Jahrhundert
- Ein Schloss aus dem Jahr 1504, ein weiteres aus dem 19. Jahrhundert
- Kirche Saint-Pierre aus dem 12. Jahrhundert